# Saint-Brès (Hérault)
Pour les articles homonymes, voir Saint-Brès.
Saint-Brès [sɛ̃ bʁɛs] (en occitan Sant Breç) est une commune française située dans l'est du département de l'Hérault en région Occitanie.
Exposée à un climat méditerranéen, elle est drainée par le canal d'irrigation du Bas-Rhône Languedoc, le Bérange, la Benouide. 
Ses habitants sont appelés les Saint-Brésois.
Saint-Brès est une commune urbaine qui compte 3 462 habitants en 2022, après avoir connu une forte hausse de la population depuis 1962. Elle est dans l'agglomération de Baillargues et fait partie de l'aire d'attraction de Montpellier. Ses habitants sont appelés les Saint-Brésois ou  Saint-Brésoises.

## Géographie

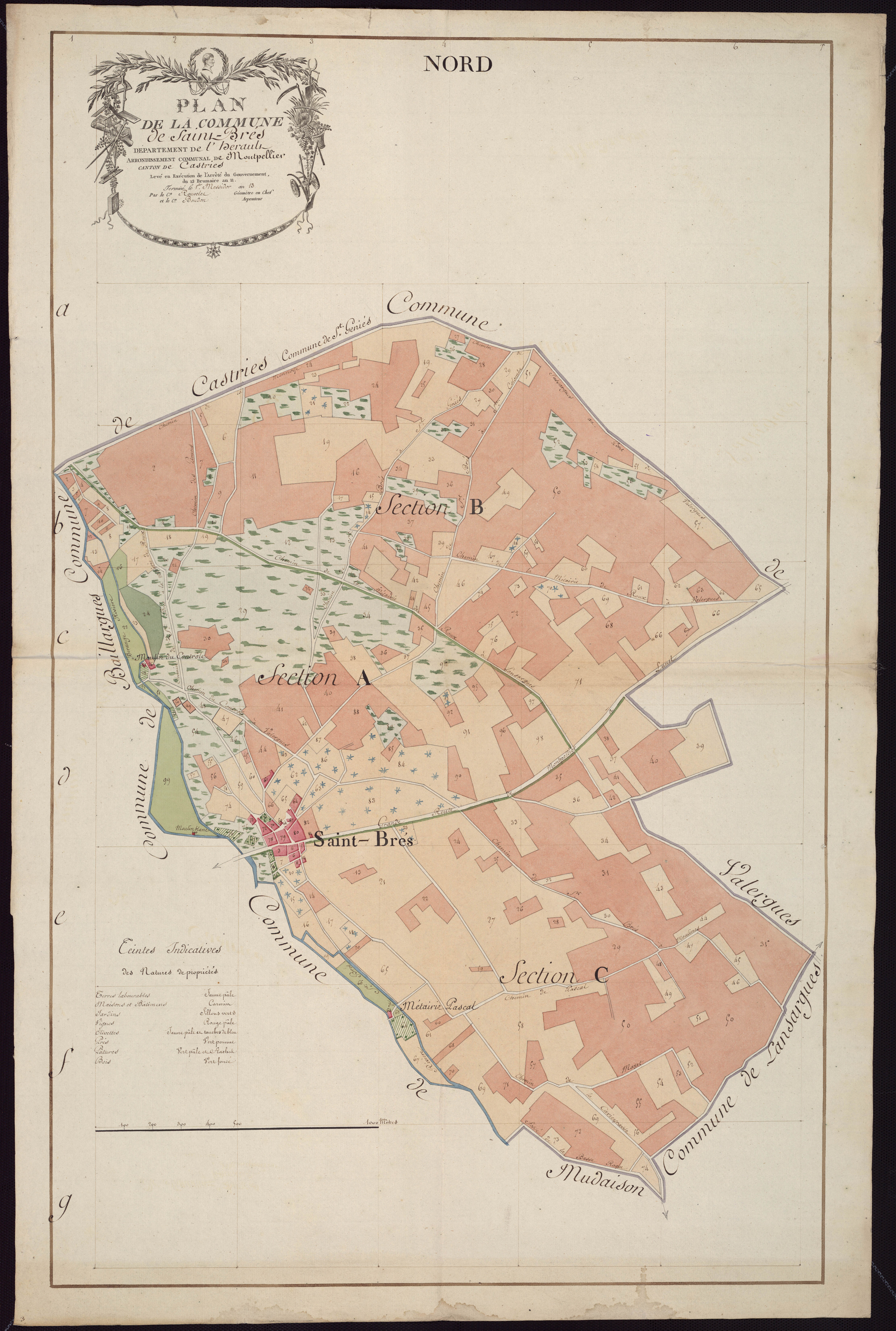
Plan par masse de culture de l'an XIII

La commune de Saint-Brès s'étend sur 4,9 km2, à 20 mètres d’altitude et compte 2 682 habitants au 1er janvier 2012.
Le territoire communal est fractionné par une succession d'infrastructures (autoroutes A9 et A709 en limite nord, route nationale 113 et voie ferrée au centre du village en bordure de la zone habitée et canal BRL en limite sud). Le secteur sud (stade) est donc coupé du reste de la commune par la route nationale qui traverse le territoire et bientôt[Quand ?] par la LGV.
Les deux entités urbaines de Baillargues et Saint‐Brès sont séparées par le cours d'eau de Bérange qui se jette dans l'étang de Mauguio.

### Communes limitrophes
Entourée par les communes de Baillargues, Saint‐Geniès‐des‐Mourgues, Valergues, Lansargues et Mudaison, Saint‐Brès est située à 6 km au nord‐est de Mauguio, la plus grande ville aux alentours. La ville de Montpellier est quant à elle située à 14 km.
| Castries    |            | Saint‐Geniès‐des‐Mourgues |
| Baillargues | Saint‐Brès | Valergues                 |
| Mudaison    | Lansargues |                           |

### Climat
Pour des articles plus généraux, voir Climat de l'Occitanie et Climat de l'Hérault.
En 2010, le climat de la commune est de type climat méditerranéen franc, selon une étude s'appuyant sur une série de données couvrant la période 1971-2000. En 2020, Météo-France publie une typologie des climats de la France métropolitaine dans laquelle la commune est exposée à un climat méditerranéen et est dans la région climatique  Provence, Languedoc-Roussillon, caractérisée par une pluviométrie faible en été, un très bon ensoleillement (2 600 h/an), un été chaud (21,5 °C), un air très sec en été, sec en toutes saisons, des vents forts (fréquence de 40 à 50 % de vents > 5 m/s) et peu de brouillards.
Pour la période 1971-2000, la température annuelle moyenne est de 14,4 °C, avec une amplitude thermique annuelle de 16,8 °C. Le cumul annuel moyen de précipitations est de 682 mm, avec 5,8 jours de précipitations en janvier et 2,7 jours en juillet. Pour la période 1991-2020, la température moyenne annuelle observée sur la station météorologique la plus proche, située sur la commune de Mauguio à 6 km à vol d'oiseau, est de 0,0 °C et le cumul annuel moyen de précipitations est de 0,0 mm,. Pour l'avenir, les paramètres climatiques de la commune estimés pour 2050 selon différents scénarios d'émission de gaz à effet de serre sont consultables sur un site dédié publié par Météo-France en novembre 2022.

### Milieux naturels et biodiversité
Aucun espace naturel présentant un intérêt patrimonial n'est recensé sur la commune dans l'inventaire national du patrimoine naturel,,.

## Urbanisme

### Typologie
Au 1er janvier 2024, Saint-Brès est catégorisée ceinture urbaine, selon la nouvelle grille communale de densité à sept niveaux définie par l'Insee en 2022.
Elle appartient à l'unité urbaine de Baillargues, une agglomération intra-départementale regroupant deux  communes, dont elle est une commune de la banlieue,,. Par ailleurs la commune fait partie de l'aire d'attraction de Montpellier, dont elle est une commune de la couronne,. Cette aire, qui regroupe 161 communes, est catégorisée dans les aires de 700 000 habitants ou plus (hors Paris),.

### Occupation des sols
L'occupation des sols de la commune, telle qu'elle ressort de la base de données européenne d’occupation biophysique des sols Corine Land Cover (CLC), est marquée par l'importance des territoires agricoles (70,7 % en 2018), en diminution par rapport à 1990 (84,3 %). La répartition détaillée en 2018 est la suivante : 
zones agricoles hétérogènes (58,7 %), zones urbanisées (18,6 %), cultures permanentes (11,5 %), mines, décharges et chantiers (7 %), zones industrielles ou commerciales et réseaux de communication (3,6 %), terres arables (0,5 %), milieux à végétation arbustive et/ou herbacée (0,1 %). L'évolution de l’occupation des sols de la commune et de ses infrastructures peut être observée sur les différentes représentations cartographiques du territoire : la carte de Cassini (XVIIIe siècle), la carte d'état-major (1820-1866) et les cartes ou photos aériennes de l'IGN pour la période actuelle (1950 à aujourd'hui).

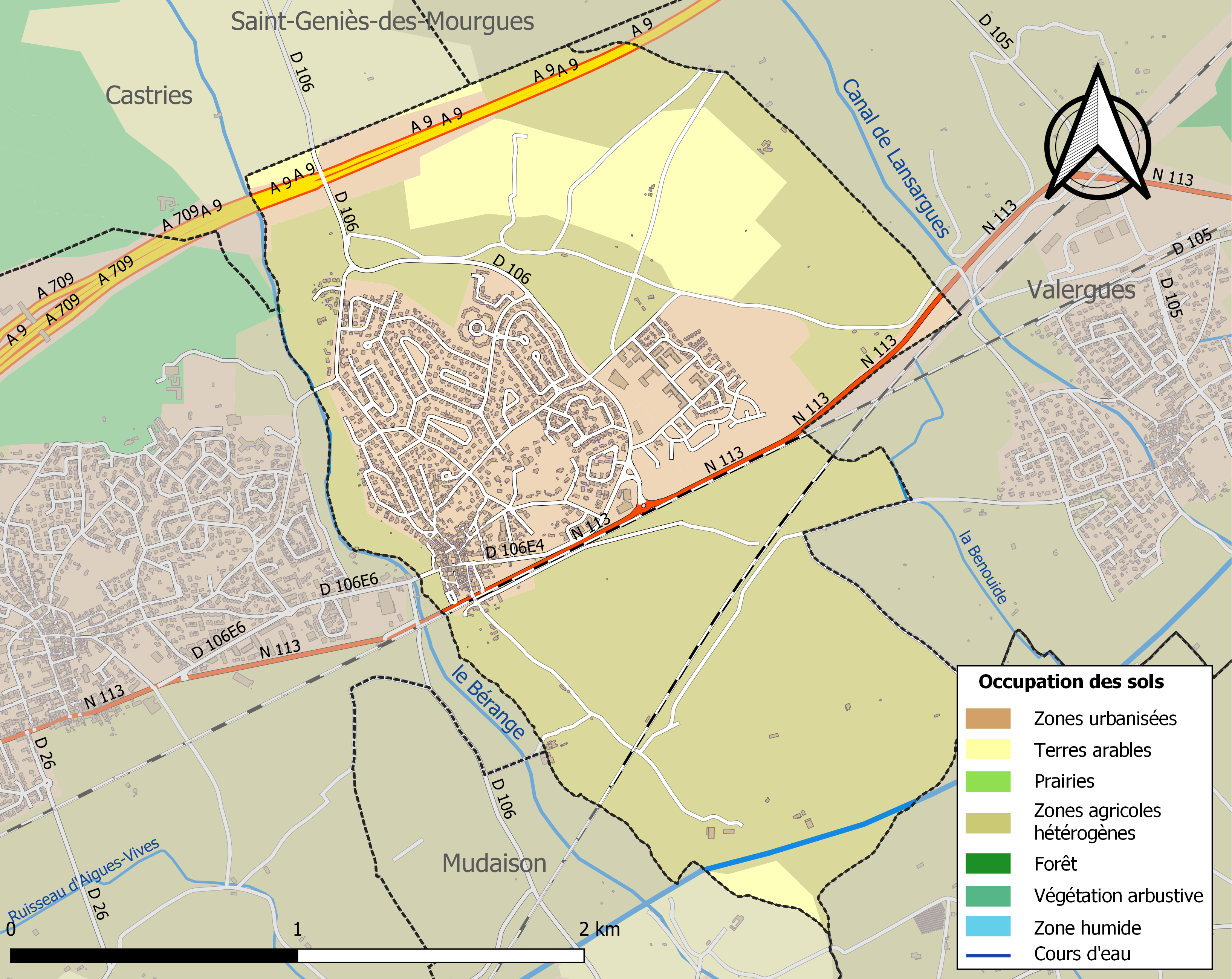
Carte des infrastructures et de l'occupation des sols de la commune en 2018 (CLC).

### Risques majeurs
Le territoire de la commune de Saint-Brès est vulnérable à différents aléas naturels : météorologiques (tempête, orage, neige, grand froid, canicule ou sécheresse), inondations, feux de forêts et séisme (sismicité faible). Il est également exposé à un risque technologique,  le transport de matières dangereuses. Un site publié par le BRGM permet d'évaluer simplement et rapidement les risques d'un bien localisé soit par son adresse soit par le numéro de sa parcelle.

#### Risques naturels
Certaines parties du territoire communal sont susceptibles d’être affectées par le risque d’inondation par débordement de cours d'eau, notamment canal du Bas-Rhône Languedoc et le Bérange. La commune a été reconnue en état de catastrophe naturelle au titre des dommages causés par les inondations et coulées de boue survenues en 1982, 2003, 2008, 2011 et 2014,.
Saint-Brès est exposée au risque de feu de forêt. Un plan départemental de protection des forêts contre les incendies (PDPFCI) a été approuvé en juin 2013 et court jusqu'en 2022, où il doit être renouvelé. Les mesures individuelles de prévention contre les incendies sont précisées par deux arrêtés préfectoraux et s’appliquent dans les zones exposées aux incendies de forêt et à moins de 200 mètres de celles-ci. L’arrêté du 25 avril 2002 réglemente l'emploi du feu en interdisant notamment d’apporter du feu, de fumer et de jeter des mégots de cigarette dans les espaces sensibles et sur les voies qui les traversent sous peine de sanctions. L'arrêté du 11 mars 2013 rend le débroussaillement obligatoire, incombant au propriétaire ou ayant droit,.

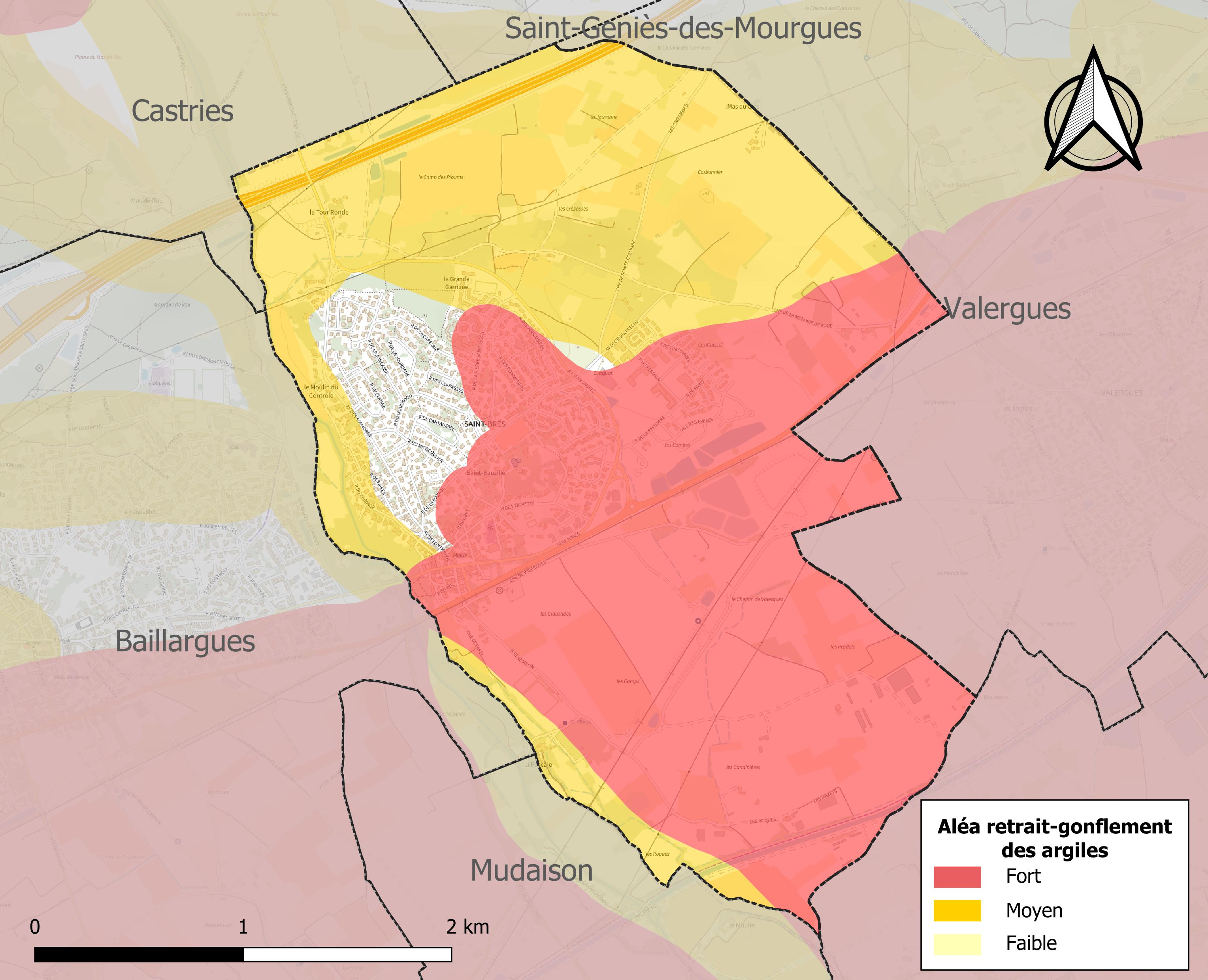
Carte des zones d'aléa retrait-gonflement des sols argileux de Saint-Brès.

Le retrait-gonflement des sols argileux est susceptible d'engendrer des dommages importants aux bâtiments en cas d’alternance de périodes de sécheresse et de pluie. 93,1 % de la superficie communale est en aléa moyen ou fort (59,3 % au niveau départemental et 48,5 % au niveau national). Sur les 925 bâtiments dénombrés sur la commune en 2019, 575 sont en aléa moyen ou fort, soit 62 %, à comparer aux 85 % au niveau départemental et 54 % au niveau national. Une cartographie de l'exposition du territoire national au retrait gonflement des sols argileux est disponible sur le site du BRGM,.
Par ailleurs, afin de mieux appréhender le risque d’affaissement de terrain, l'inventaire national des cavités souterraines permet de localiser celles situées sur la commune.

#### Risques technologiques
Le risque de transport de matières dangereuses sur la commune est lié à sa traversée par des infrastructures routières ou ferroviaires importantes ou la présence d'une canalisation de transport d'hydrocarbures. Un accident se produisant sur de telles infrastructures est susceptible d’avoir des effets graves sur les biens, les personnes ou l'environnement, selon la nature du matériau transporté. Des dispositions d’urbanisme peuvent être préconisées en conséquence.

## Histoire
Si l’on en croit la légende, le village fut fondé par saint Brice au Ve siècle, lorsque saint Brice, évêque de Tours traversa le village pour se rendre à Rome.
Pourtant les premiers écrits n’évoquent son existence qu’à partir du IXe siècle… Quoi qu’il en soit, saint Brice (Brès en languedocien) fut bien évêque de Tours en 397. Disciple de saint Martin de Tours puis prêtre, Brice quitta très vite le monastère pour vivre dans le luxe. À la mort de saint Martin, il changea sa manière d’agir pour lui succéder sur le siège épiscopal. Cependant, accusé d’avoir rendu mère une de ses religieuses, il fut chassé de son siège et contraint de se retirer à Rome pour plaider sa cause devant le pape. C’est lors de ce voyage que la légende lui attribue la création du village de Saint-Brès.
Pardonné, il sera rappelé quelques années plus tard pour reprendre son siège et gouverner encore sept ans avec une conduite digne d’éloges. Brice fut canonisé à sa mort et enterré auprès de son bienfaiteur saint Martin. En 580, Grégoire de Tours fit transférer ses reliques à Clermont-Ferrand.
On fête la Saint-Brice le 13 novembre. C’est d’ailleurs, encore aujourd'hui, l’occasion d’une grande fête dans le village : « À la Saint-Brice, le temps sera celui du Jour de l’An ».
Dès le XIIe siècle, le village se développe profitant de sa situation sur la route royale reliant Nîmes à Montpellier. À cette époque, la Villa Saint Bricii et l'église appartiennent à l'évêque de Maguelone et à ses successeurs.
À partir du XIIIe siècle, Saint-Brès dépend de la baronnie de Lunel puis, au XVIe siècle, du marquisat de Castries (seigneur de Castres), jusqu’à la Révolution. Son église est alors rattachée au diocèse de Montpellier.
Le village de Saint-Brès connaît une position géographique favorable, car il est situé sur un axe de communication très important : la « grande route de Montpellier à Nîmes ». C’est un point de jonction entre les flux terrestres et fluviaux (le Bérange), les échanges sont donc facilités, ce qui permet le dynamisme de sa population.
Cette grande route de Montpellier à Nîmes ou « grand chemin » est le pôle d’attraction du village. Toutes les catégories sociales s’y croisent : de pauvres hères, des montreurs d’ours, des comédiens et même des personnes de plus haute lignée, puisque Louis XIV l’aurait emprunté en 1660 pour rejoindre Saint-Jean-de-Luz afin d’y épouser l’infante Marie-Thérèse.
Le village connaît un nouvel essor au cours du XIXe siècle grâce à la vigne. Vestiges de cette époque, on trouve encore aujourd’hui des maisons vigneronnes avec leurs remises attenantes.

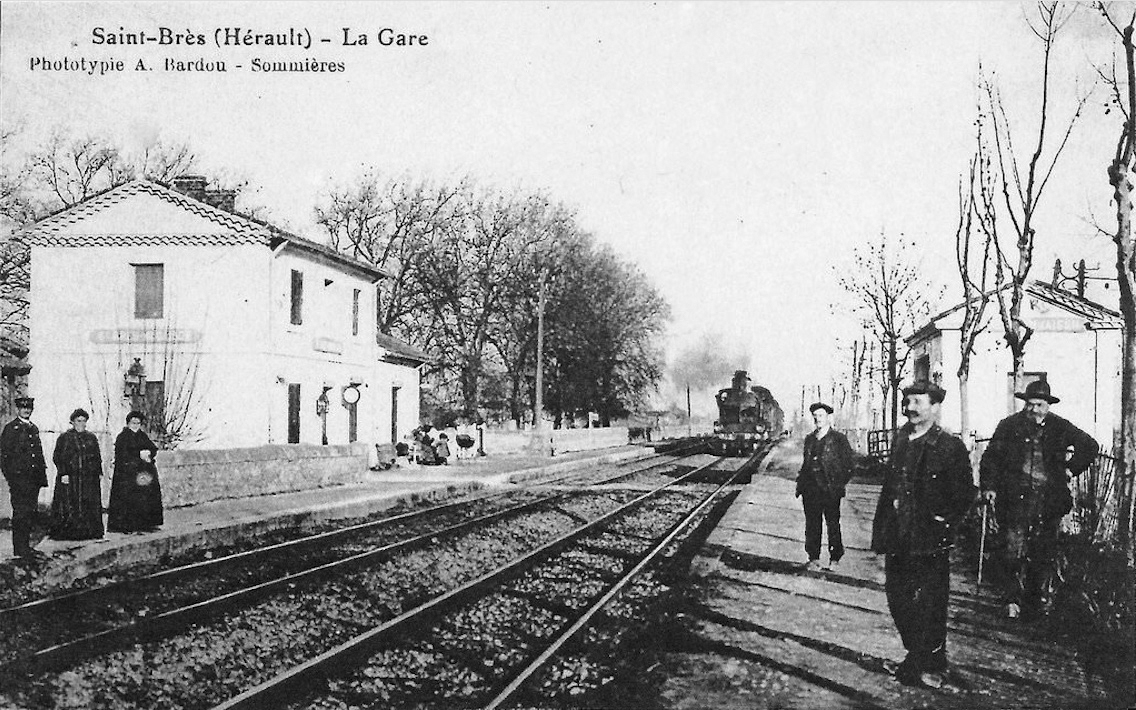
La gare de Saint-Brès dans les années 1900.

La gare de Saint-Brès est mise en service en 1845, par la Compagnie fermière du chemin de fer de Montpellier à Nîmes qui a ouvert la ligne de Montpellier à Nîmes le 9 janvier 1945. Cette gare est fermée à la fin de l'année 2011.

## Politique et administration
| Période | Période  | Identité             | Étiquette | Qualité                                                          |
| ------- | -------- | -------------------- | --------- | ---------------------------------------------------------------- |
| 1808    | 1811     | Pierre Jac           |           |                                                                  |
| 1811    | 1813     | François Desfour     |           |                                                                  |
| 1813    | 1813     | Louis Armand         |           |                                                                  |
| 1813    | 1818     | Jean-François Vallat |           |                                                                  |
| 1818    | 1830     | André Sabatier       |           |                                                                  |
| 1830    | 1837     | Alexandre Gibert     |           |                                                                  |
| 1837    | 1840     | Louis Armand         |           |                                                                  |
| 1840    | 1848     | François Vallat      |           |                                                                  |
| 1848    | 1849     | Pierre Rouché        |           |                                                                  |
| 1849    | 1859     | Louis Vaquier        |           |                                                                  |
| 1859    | 1865     | Alexandre Gibert     |           |                                                                  |
| 1865    | 1873     | Antoine Arnaud       |           |                                                                  |
| 1873    | 1878     | Guillaume Tiron      |           |                                                                  |
| 1878    | 1892     | Pierre Salager       |           |                                                                  |
| 1892    | 1898     | Eugène Vallat        |           |                                                                  |
| 1898    | 1898     | Auguste Riant        |           | Président de la délégation spéciale                              |
| 1898    | 1904     | André Arnoye         |           |                                                                  |
| 1904    | 1913     | Joseph Vallat        |           |                                                                  |
| 1913    | 1919     | Étienne Rousset      |           |                                                                  |
| 1919    | 1959     | René Melin           | RAD-SOC   | Conseiller général (1932-1940)                                   |
| 1959    | 1983     | Gaston Sabatier      | RAD-SOC   |                                                                  |
| 1983    | 1992     | Jean Clavel          | DVG       |                                                                  |
| 1992    | 2008     | Jean-Guy Nicolas     | SE        |                                                                  |
| 2008    | 2010     | Christian Gesbert    | DVD       |                                                                  |
| 2010    | En cours | Laurent Jaoul        | SE        | Vice-président de Montpellier Méditerranée Métropole (2014-2020) |

Le conseil municipal élu en mars 2008 a été dissous en conseil des ministres, le 13 juillet 2010. De nouvelles élections municipales partielles ont été organisées le 12 septembre 2010. C'est la liste de Laurent Jaoul (sans étiquette) qui a remporté la totalité des 23 sièges dès le premier tour de scrutin avec 64,96 % des suffrages exprimés.

## Démographie
L'évolution du nombre d'habitants est connue à travers les recensements de la population effectués dans la commune depuis 1793. Pour les communes de moins de 10 000 habitants, une enquête de recensement portant sur toute la population est réalisée tous les cinq ans, les populations de référence des années intermédiaires étant quant à elles estimées par interpolation ou extrapolation. Pour la commune, le premier recensement exhaustif entrant dans le cadre du nouveau dispositif a été réalisé en 2006.

En 2022, la commune comptait 3 462 habitants, en évolution de +17,56 % par rapport à 2016 (Hérault : +7,49 %, France hors Mayotte : +2,11 %).
| 1793 | 1800 | 1806 | 1821 | 1831 | 1836 | 1841 | 1846 | 1851 |
| ---- | ---- | ---- | ---- | ---- | ---- | ---- | ---- | ---- |
| 344  | 289  | 272  | 425  | 322  | 321  | 334  | 376  | 378  |

| 1856 | 1861 | 1866 | 1872 | 1876 | 1881 | 1886 | 1891 | 1896 |
| ---- | ---- | ---- | ---- | ---- | ---- | ---- | ---- | ---- |
| 346  | 350  | 355  | 354  | 371  | 294  | 298  | 413  | 388  |

| 1901 | 1906 | 1911 | 1921 | 1926 | 1931 | 1936 | 1946 | 1954 |
| ---- | ---- | ---- | ---- | ---- | ---- | ---- | ---- | ---- |
| 382  | 349  | 354  | 396  | 384  | 451  | 410  | 392  | 378  |

| 1962 | 1968 | 1975  | 1982  | 1990  | 1999  | 2006  | 2011  | 2016  |
| ---- | ---- | ----- | ----- | ----- | ----- | ----- | ----- | ----- |
| 438  | 573  | 1 094 | 1 515 | 1 958 | 2 477 | 2 603 | 2 668 | 2 945 |

| 2021  | 2022  | - | - | - | - | - | - | - |
| ----- | ----- | - | - | - | - | - | - | - |
| 3 378 | 3 462 | - | - | - | - | - | - | - |

Estimés à 190 au début du XVIIe siècle, le nombre d'habitants a peu évolué jusqu'à la fin du XXe siècle.
Jean-Marie Amelin, dans les notes qui ont servi à la rédaction de son Guide du voyageur, évalue ainsi la population à 238 âmes réparties dans 53 foyers, avant la Révolution. Il dénombre ensuite plus finement cette dernière en 1827, « environ 450 habitants, dont 125 garçons et 145 filles, 76 hommes mariés et 76 femmes mariées, 3 veufs et 16 veuves ».
De 1881 à 1954, la population de Saint-Brès se caractérise par des oscillations variant autour d’une moyenne de 384 habitants.
Mais à partir de 1962, la courbe connaît une inflexion, croissante à partir de cette date. L’autre accélération se situe à la fin des « trente glorieuses » (1946 – 1975), lorsque la mutation de Saint-Brès, village rural, en commune urbaine s’affirme davantage. Le tertiaire attire plus que la terre. C'est donc à la ﬁn des années 1960 que Saint‐Brès perd son identité rurale et devient une commune urbaine aux portes de Montpellier. La démographie connaît alors des pics de croissance. La création d’IBM Montpellier en 1965 à La Pompignane, sera également un fait marquant dans la démographie saint‐brésoise, puisque de nombreuses familles proﬁtent de terrains constructibles et abordables, disponibles alors sur la commune.
Depuis les années 2000, la population évolue plus faiblement. Le manque de nouveaux logements disponibles en est la cause principale.
Une nouvelle ZAC, quartier Cantaussel, va se développer sur la période 2012-2022. Elle permettra d’oﬀrir 750 logements répartis sur 24 hectares, ainsi que de nouveaux équipements publics (groupe scolaire, aire de jeux, piscine communautaire Héraclès…).
À l’image de l’aire urbaine de Montpellier, les jeunes sont nombreux : environ 60 % de la population concerne la tranche des 0 à 44 ans.
Le dernier recensement de l’INSEE de 2012 a dénombré 2 682 Saint-Brésois.

## Économie

### Revenus
En 2018, la commune compte 1 290 ménages fiscaux, regroupant 3 045 personnes. La médiane du revenu disponible par unité de consommation est de 23 530 € (20 330 € dans le département). 55 % des ménages fiscaux sont imposés (45,8 % dans le département).

### Emploi
|                | 2008   | 2013   | 2018  |
| -------------- | ------ | ------ | ----- |
| Commune        | 7,8 %  | 8,7 %  | 9,5 % |
| Département    | 10,1 % | 11,9 % | 12 %  |
| France entière | 8,3 %  | 10 %   | 10 %  |

En 2018, la population âgée de 15 à 64 ans s'élève à 1 942 personnes, parmi lesquelles on compte 76,1 % d'actifs (66,6 % ayant un emploi et 9,5 % de chômeurs) et 23,9 % d'inactifs,. Depuis 2008, le taux de chômage communal (au sens du recensement) des 15-64 ans est inférieur à celui de la France et du département.
La commune fait partie de la couronne de l'aire d'attraction de Montpellier, du fait qu'au moins 15 % des actifs travaillent dans le pôle,. Elle compte 358 emplois en 2018, contre 365 en 2013 et 315 en 2008. Le nombre d'actifs ayant un emploi résidant dans la commune est de 1 304, soit un indicateur de concentration d'emploi de 27,4 % et un taux d'activité parmi les 15 ans ou plus de 59,8 %.
Sur ces 1 304 actifs de 15 ans ou plus ayant un emploi, 204 travaillent dans la commune, soit 16 % des habitants. Pour se rendre au travail, 88,4 % des habitants utilisent un véhicule personnel ou de fonction à quatre roues, 4,2 % les transports en commun, 4,1 % s'y rendent en deux-roues, à vélo ou à pied et 3,2 % n'ont pas besoin de transport (travail au domicile).

### Activités hors agriculture

#### Secteurs d'activités
256 établissements sont implantés  à Saint-Brès au 31 décembre 2019. Le tableau ci-dessous en détaille le nombre par secteur d'activité et compare les ratios avec ceux du département,.
| Secteur d'activité                                                                                        | Commune | Commune | Département |
| Secteur d'activité                                                                                        | Nombre  | %       | %           |
| --- | ------- | ------- | ----------- |
| Ensemble                                                                                                  | 256     | 100 %   | (100 %)     |
| Industrie manufacturière, industries extractives et autres                                                | 14      | 5,5 %   | (6,7 %)     |
| Construction                                                                                              | 41      | 16 %    | (14,1 %)    |
| Commerce de gros et de détail, transports, hébergement et restauration                                    | 73      | 28,5 %  | (28 %)      |
| Information et communication                                                                              | 13      | 5,1 %   | (3,3 %)     |
| Activités financières et d'assurance                                                                      | 4       | 1,6 %   | (3,2 %)     |
| Activités immobilières                                                                                    | 13      | 5,1 %   | (5,3 %)     |
| Activités spécialisées, scientifiques et techniques et activités de services administratifs et de soutien | 37      | 14,5 %  | (17,1 %)    |
| Administration publique, enseignement, santé humaine et action sociale                                    | 46      | 18 %    | (14,2 %)    |
| Autres activités de services                                                                              | 15      | 5,9 %   | (8,1 %)     |

Le secteur du commerce de gros et de détail, des transports, de l'hébergement et de la restauration est prépondérant sur la commune puisqu'il représente 28,5 % du nombre total d'établissements de la commune (73 sur les 256 entreprises implantées  à Saint-Brès), contre 28 % au niveau départemental.

#### Entreprises et commerces
Les cinq entreprises ayant leur siège social sur le territoire communal qui génèrent le plus de chiffre d'affaires en 2020 sont : 
- ATEC, travaux d'installation électrique dans tous locaux (1 117 k€) ;
- JPS Pascalini SARL, commerce de gros (commerce interentreprises) non spécialisé (882 k€) ;
- Art Domus, construction de maisons individuelles (688 k€) ;
- Amedis, commerce de détail d'articles médicaux et orthopédiques en magasin spécialisé (639 k€) ;
- Les Marmottes, autres commerces de détail spécialisés divers (250 k€).

### Agriculture
|               | 1988 | 2000 | 2010 | 2020 |
| ------------- | ---- | ---- | ---- | ---- |
| Exploitations | 37   | 16   | 11   | 5    |
| SAU (ha)      | 147  | 128  | 185  | 71   |

La commune est dans le « Soubergues », une petite région agricole occupant le nord-est du département de l'Hérault. En 2020, l'orientation technico-économique de l'agriculture  sur la commune est la polyculture et/ou le polyélevage. Cinq exploitations agricoles ayant leur siège dans la commune sont dénombrées lors du recensement agricole de 2020 (37 en 1988). La superficie agricole utilisée est de 71 ha,,.

## Culture locale et patrimoine

### Lieux et monuments
- Le Vieux Pont, situé à l'entrée du village, assure la jonction entre Baillargues et Saint‐Brès. Il surplombe le Bérange. Ce cours d’eau aujourd’hui bien calme était navigable au XVIIe siècle. Il était utilisé pour transporter des marchandises et notamment du vin, vers le port de Candillargues ;
- L’église Saint-Brice primitive, datant du Moyen Âge, était située au centre du village. Servant de tour de guet, elle fut détruite pendant les guerres de religion (« guerre de Rohan »). Elle fut reconstruite dès 1635. D’abord constituée d’une unique nef centrale, elle fut agrandie au XIXe siècle, pour suivre le nouvel essor démographique dû à la culture de la vigne. Les murs latéraux ont été creusés pour rajouter deux bas-côtés offrant une superficie plus grande à l’édifice. L’entrée principale se fait aujourd’hui par une grande porte donnant sur le bas-côté sud. L’église est surmontée d’un clocher à campanile en fer forgé, comme dans beaucoup d’édifices de Provence et du Languedoc.

### Héraldique
| Armes de Saint-Brès | Les armes de Saint-Brès se blasonnent : « d'azur à un saint Brès évêque d'or issant de la pointe de l'écu tenant dans sa dextre une crosse épiscopale du même et dans sa senestre un livre de gueules ». |